# Тягно Іван Іванович
Іван Іванович Тягно (нар. 6 жовтня 1937, село Козіївка, тепер Краснокутського району Харківської області) — український радянський діяч, ланковий механізованої ланки буряководів, помічник бригадира тракторної бригади колгоспу імені Леніна Краснокутського району Харківської області, Герой Соціалістичної Праці (8.12.1973). Депутат Верховної Ради УРСР 9—11-го скликань.

## Біографія
Народився в селянській родині.
У 1954—1955 роках — колгоспник колгоспу імені Леніна села Козіївка Краснокутського району Харківської області.
У 1955—1956 роках — учень Богодухівського сільського професійно-технічного училища Харківської області.
З 1956 року — тракторист, ланковий механізованої ланки буряководів, помічник бригадира тракторної бригади колгоспу імені Леніна села Козіївка Краснокутського району Харківської області.
Член КПРС з 1966 року.
У 1978 році заочно закінчив Охтирський технікум механізації і електрифікації сільського господарства Сумської області.
Потім — на пенсії в селі Козіївка Краснокутського району Харківської області. Член Соціалістичної партії України.

## Нагороди
- Герой Соціалістичної Праці (8.12.1973)
- два ордени Леніна (8.12.1973)
- медалі
- лауреат Державної премії СРСР (1977)